# Annelen Ottermann
Annelen Ottermann, geborene Hundertmark, ist eine deutsche Historikerin, wissenschaftliche Bibliothekarin und Buchwissenschaftlerin. Sie wurde am 4. Oktober 1954 in Hameln als einziges Kind des evangelisch-lutherischen Theologen Karl Friedrich Hundertmark (1921–2005) und seiner Frau Agnes Christine Margarete, geb. Müller (1911–1983) geboren, wuchs in Niedersachsen an den Wirkungsorten des Vaters, Aerzen und Sarstedt, auf und besuchte das Viktoria-Luise-Gymnasium in Hameln sowie das Goethegymnasium in Hildesheim.

## Wirken
Nach ihrem Studium der Geschichte, Alten Geschichte und Philosophie und ihrer Magisterprüfung (1974 bis 1979) an der Universität Hannover begann Annelen Ottermann im Jahre 1980 als Bibliotheksreferendarin an der Staats- und Universitätsbibliothek Bremen ihre Ausbildung für den höheren Bibliotheksdienst und legte ihre Fachprüfung 1982 an der Bibliotheksschule Frankfurt/M. ab. Von 1982 bis 1984 arbeitete sie in einem Projekt der Joachim-Jungius-Gesellschaft der Wissenschaften (Hamburg) an der Erschließung der Butendach-Bibliothek der evangelisch-reformierten Gemeinde in Lübeck. Von 1985 bis zu ihrem Eintritt in den Ruhestand 2019 war sie dann als Fachreferentin, Leiterin der Abteilung Handschriften, Rara, Alte Drucke und Bestandserhaltung sowie ab 2011 als stellvertretende Direktorin an der Wissenschaftlichen Stadtbibliothek der Stadt Mainz tätig. Hier wirkte sie vor allem an der Erforschung des umfangreichen wertvollen historischen Bestands dieser Bibliothek und seiner Erhaltung und legte hierzu zahlreiche Veröffentlichungen vor.
Im Jahre 2015 promovierte sie nach einem Promotionsstudium bei Konrad Umlauf und Wolfgang Schmitz an der Humboldt-Universität Berlin über die Mainzer Karmelitenbibliothek. Seit 2004 hatte sie einen Lehrauftrag am Institut für Buchwissenschaft der Universität Mainz inne.

## Veröffentlichungen (Auswahl)
- Habent sua fata libelli. Gedanken zur Geschichte des Jahrbuchs der Deutschen Bibliotheken. In: Zeitschrift für Bibliothekswesen und Bibliographie, Bd. 30 (1983), S. 483–497.
- (mit Barbara Tiemann): Katalog der Butendach-Bibliothek der Ev.-Reformierten Gemeinde Lübeck. Joachim-Jungius-Gesellschaft der Wissenschaften, Hamburg 1984.
- (mit Annette Lang-Edwards): Denkmalschutz für alte Bücher – Buchrestaurierung für die Stadt Mainz. In: Imprimatur, N.F., Bd. 13 (1989), S. 225–242.
- Wege zu Koperten. Eine Orientierung am Beispiel der Stadtbibliothek Mainz. In: Gutenberg-Jahrbuch, Bd. 76 (2001), S. 348–364.
- (Hrsg., mit Stephan Fliedner): 200 Jahre Stadtbibliothek Mainz (= Veröffentlichungen der Bibliotheken der Stadt Mainz, Bd. 52). Harrassowitz, Wiesbaden 2005, ISBN 3-447-05202-3.
- „Qui non addid, amititt“. Vom Wachsen einer Rara-Sammlung. In: Wolfenbütteler Notizen zur Buchgeschichte, Bd. 33 (2008), S. 95–107.
- Rara wachsen nach. Einblicke in die Rarasammlung der Wissenschaftlichen Stadtbibliothek Mainz (= Veröffentlichungen der Bibliotheken der Stadt Mainz, Bd. 55). Mainz 2008.
- Woher unsere Bücher kommen. Provenienzen der Mainzer Stadtbibliothek im Spiegel von Exlibris (= Veröffentlichungen der Bibliotheken der Stadt Mainz, Bd. 59). Mainz 2011.
- Bücher im Gebrauch. Spurenlese in der ehemaligen Bibliothek der Mainzer Karmeliten. In: Hanns Peter Neuheuser (Hrsg.): Überlieferungs- und Gebrauchsspuren in historischen Buchbeständen (= Kleine Schriften der Universitäts- und Stadtbibliothek Köln, Bd. 34). Köln 2012, S. 67–91, ISBN 978-3-931596-64-4.
- Entdeckungen an Einbänden aus der ehemaligen Bibliothek der Mainzer Karmeliten. In: Einband-Forschung, Bd. 32 (2013), S. 11–28.
- Dionysius und Jacobus Campius als Buchbesitzer. Eine Momentaufnahme (nicht nur) mit Blick auf die Mainzer Karmeliten. In: Christine Haug (Hrsg.): Buch – Bibliothek – Region. Wolfgang Schmitz zum 65. Geburtstag. Harrassowitz, Wiesbaden 2014, S. 145–163, ISBN 3-447-10195-4.
- (Hrsg.): Das spätkarolingische Fragment eines illustrierten Apokalypse-Kommentars in der Mainzer Stadtbibliothek (= Veröffentlichungen der Bibliotheken der Stadt Mainz, Bd. 60). Mainz 2014.
- (mit Andreas Lehnhardt): Fragmente jüdischer Kultur in der Stadtbibliothek Mainz. Entdeckungen und Deutungen (= Veröffentlichungen der Bibliotheken der Stadt Mainz, Bd. 62). Mainz 2015, ISBN 978-3-00-046570-3.
- Die Mainzer Karmelitenbibliothek. Spurensuche – Spurensicherung – Spurendeutung (= Berliner Arbeiten zur Bibliotheks- und Informationswissenschaft, Bd. 27). Logos, Berlin 2016, ISBN 978-3-8325-4100-2 (2. Aufl. 2018, Dissertation Humboldt-Universität Berlin).
- (mit Tino Licht): Aus der Frühzeit der Mainzer Skriptorien. Ein unbekanntes karolingisches Handschriftenfragment (Mainz, Wissenschaftliche Stadtbibliothek, Hs frag 20). In: Bibliothek. Forschung und Praxis, Bd. 41 (2017), S. 103–114.
- Giovanni Pedro Schick in Magonza. Ein sprachgewandter Mainzer und seine frühneuzeitliche Bibliothek. In: Jahrbuch für Buch- und Bibliotheksgeschichte, Bd. 2 (2017), S. 31–68.
- (Red.): (mit Christian Richter und Christoph Winterer): Die Handschriften der Stadtbibliothek Mainz. Bd. 4: Hs I 351-Hs I 490, beschrieben von Gerhard List. Harrassowitz, Wiesbaden 2021, ISBN 978-3-447-11102-7.
- „Predigen mit der schreibenden Hand“. Zur Buchkultur der Kartäuser im Spiegel ausgewählter Handschriften der Wissenschaftlichen Stadtbibliothek Mainz. In: Gerhard Kölsch (Hrsg.): Die Kartause von Mainz. Kunst und Geschichte des ältesten Kartäuserklosters in Deutschland. Nünnerich-Asmus Verlag & Media, Oppenheim am Rhein 2021, S. 108–139, ISBN 978-3-96176-160-9.
- „Häuser für Bücher“ 1845-1912. 67 Jahre Stadtbibliothek im Schloss. In: Michael Matheus; Georg Peter Karn (Hrsg.): Das Mainzer Bürgertum im Schloss. Transformationen einer kurfürstlichen Residenz. Nünnerich-Asmus Verlag & Media, Oppenheim am Rhein 2024, S. 102–121, ISBN 978-3-96176-290-3.
- Verlegts Abram Vandenhoecks seel. Wittwe: Anna Vandenhoeck - die Verlegerin und ihre Produkte im Bestand der Mainzer Stadtbibliothek (Teil 1) (Aus dem Bücherturm der Stadtbibliothek. Das Besondere Buch, Folge 58). In: Mainz Vierteljahreshefte für Geschichte, Kultur, Politik, Wirtschaft 45 (2025), H. 1, S. 70–75 (academia.edu)
- Verlegts Abram Vandenhoecks seel. Wittwe: Anna Vandenhoeck - die Verlegerin und ihre Produkte im Bestand der Mainzer Stadtbibliothek (Teil 2) (Aus dem Bücherturm der Stadtbibliothek. Das Besondere Buch, Folge 59). In: Mainz Vierteljahreshefte für Geschichte, Kultur, Politik, Wirtschaft 45 (2025), H. 2, S. 70–75 ()
- (Hrsg.): Defragmentierung von Wissensräumen. Die Rekonstruktion von Kloster- und Ordensbibliotheken. Eine Auswahl digitaler und analoger Projekte aus Deutschland, Österreich, Italien und der Schweiz (Bibliothek und Wissenschaft, Bd. 57). Wiesbaden: Harrassowitz, 2025.  XII, 350 Seiten. 66 Abb., 1 Tab.; ISBN 978-3-447-18331-4.

Festschrift
- Elisabeth Berninger-Rentz (Hrsg.): Stabile Seitenlage. Vom Hegen und Pflegen der Bücher : Festschrift für Annelen Ottermann (= Veröffentlichungen der Bibliotheken der Stadt Mainz, Bd. 68). Nünnerich-Asmus Verlag, Oppenheim am Rhein 2019, ISBN 978-3-96176-081-7.